# Стиральная доска
Стиральная доска — приспособление для ручной стирки, представляющее собой ребристую поверхность, о которую следует интенсивно тереть намоченную в мыльном растворе одежду с целью обеспечить более эффективное проникновение частиц моющего средства в поверхностный слой ткани и последующее удаление частиц грязи.

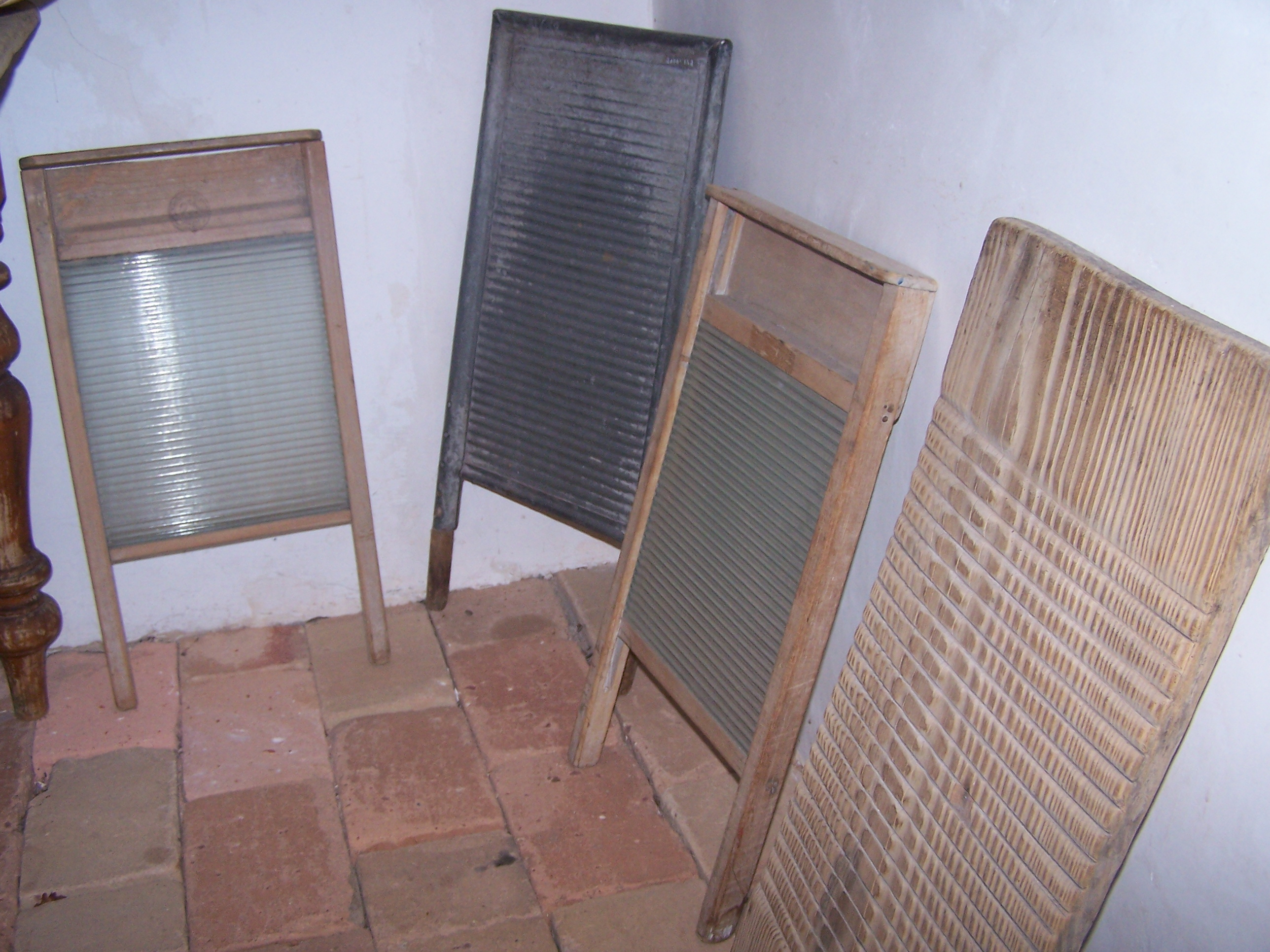
Различные виды стиральных досок

## История
В качестве специального приспособления стиральная доска появилась, по-видимому, в начале XIX века — до этого стираемое бельё тёрли о камни и другие естественные поверхности. Первые стиральные доски, вероятно, были полностью деревянными, но уже в 1833 г. была запатентована стиральная доска, представлявшая собой деревянную рамку с заключённой в неё ребристой металлической поверхностью. В XX веке более дорогие разновидности стиральной доски стали делаться из особого стекла. В настоящее время стиральная доска часто встраивается в пластиковые ёмкости для стирки или раковину в качестве одной из её стенок.
С появлением в массовом жилье горячего водоснабжения и особенно с распространением стиральных машин стиральные доски начали выходить из употребления, оставаясь в ходу преимущественно в странах третьего мира и в дачных условиях.
В середине XX века возникла традиция использовать стиральную доску или специально изготовленный подобный ей предмет в качестве музыкального инструмента.